# Chassalia lanceolata
Chassalia lanceolata là một loài thực vật có hoa trong họ Thiến thảo. Loài này được (Poir.) A.Chev. mô tả khoa học đầu tiên năm 1943.